# Concentricycloidea
Los concentricicloideos (Concentricycloidea), vulgarmente llamados margaritas del mar, son un grupo de equinodermos de reciente descubrimiento (1986).
La posición de los Concentricycloidea dentro de los Echinodermata no está bien definida. No hay acuerdo en si deben formar una clase aparte o si deben considerarse como Asteroideos muy modificados.

## Taxonomía
Se conoce un solo género y tres especies:
- Xyloplax medusiformis (1986): son como placas hundidas, rodeado por "tentáculos" (pies ambulacrales). Tienen testículos y ovarios, sistema vascular acuífero y oscículos. No tienen ano ni tubo digestivo. Tienen en el centro de la cara oral un velo de naturaleza digestiva que le sirve como tal. Se encuentra en aguas profundas de Nueva Zelanda.

- Xyloplax turnerae (1988): tienen una pequeña cavidad equivalente al intestino. El sistema vascular acuífero está formado por dos canales anulares (uno externo y otro interno). Los pies ambulacrales no forman ambulacros (surcos), sino que salen alrededor. Se encuentra en aguas profundas de las Bahamas.

- Xyloplax janetae (2006):[3] está formado por un disco aplanado con espinas ambulacrales, proyectadas radialmente desde el margen del animal, de morfología distinta. En su superficie dorsal tiene muchas espinas abtractónicas proyectantes, de morfología distinta a la de las espinas ambulacrales. Es una especie abisal, que se encuentra en la parte más profunda del océano abierto. Sólo se ha encontrado aferrado a la madera hundida, y se alimenta de las bacterias que descomponen la madera. Se encuentra en aguas profundas del océano Pacífico central.

Se supone que la fecundación es interna (se han encontrado embriones). No tienen madreporito, tienen un tubo que termina en un hidroporo, que aparece en los estadios embrionarios de todos los equinodermos.